# 北海道チャンピオンズスーパーリーグ
北海道チャンピオンズスーパーリーグ（ほっかいどうチャンピオンズスーパーリーグ）とは、北海道において2008年から2009年に実施されていたサッカーのリーグ戦（強化試合）である。

## 概要
北海道サッカー協会が、北海道のプロ・アマを問わないサッカー強化のため、2008年にリーグ戦を開始。初年度はプロチームのコンサドーレ札幌と、社会人（北海道サッカーリーグ）・大学（北海道学生サッカーリーグ）・高校・ユース（プリンスリーグ北海道）の前年度各上位2チーム、計7チームが2回総当たりで対戦した。
2009年にはコンサドーレ札幌が不参加となり、2008年と同様の各リーグ上位2チームのほかに、推薦枠で札大GOAL PLUNDERERSを加えた7チームで競われた。
2009年末に発表されたJサテライトリーグ廃止に伴い、コンサドーレ札幌がリーグに復帰することを検討する動きもあった ものの、最終的に北海道チャンピオンズスーパーリーグとしての開催は同年限りとなり、2010年以降は「コンサドーレナイターリーグ」の名称でリーグ戦を実施している（北海道サッカー協会の公式サイト等における案内はなくなっている）。
北海道チャンピオンズスーパーリーグの一部試合については、各チームが所属するリーグのリーグ戦における対戦結果を代替としていた。

## 結果
| 回 | 年   | 1位                  | 2位                | 3位      | 4位        | 5位                  | 6位          | 7位            | 出典  |
| -- | ---- | -------------------- | ------------------ | -------- | ---------- | -------------------- | ------------ | -------------- | ----- |
| 1  | 2008 | コンサドーレ札幌     | ノルブリッツ北海道 | 札幌大学 | 道都大学   | コンサドーレ札幌U-18 | 室蘭大谷高校 | 札幌ウインズFC | [ 2 ] |
| 2  | 2009 | コンサドーレ札幌U-18 | ノルブリッツ北海道 | 札幌大学 | 札幌蹴球団 | 札大GP               | 北海高校     | 道都大学       | [ 9 ] |